# 자성역
자성역(慈城驛)은 조선민주주의인민공화국 자강도 자성군에 위치한 북부내륙선의 역이다. 자성군의 중심부에 위치한다.

## 연혁
- 1987년 11월 27일[1] : 운봉 - 자성, 후주청년 - 혜산청년 구간 개통과 함께 영업 개시[2]